# 液冷式發動機
液冷式發動機或是液冷式引擎是描述發動機在運作時產生的廢熱是經由環繞在汽缸外圍的冷卻液的管線加以排除。冷卻液在吸收汽缸的熱量之後會通過一個熱交換器，將吸收的熱量與外界的空氣進行交換，接著冷卻液會回到儲存箱中繼續循環運作。
大部分的冷卻液是以水和其他添加物（如乙二醇）混合之後使用，因此也有人將此種發動機稱為水冷式發動機。液冷式發動機或是引擎常見於螺旋槳活塞發動機或者是汽車的引擎使用上。早期的設計還分為加壓與不加壓兩種型態。不加壓的意思是指冷卻管線當中的壓力與外界大氣壓力相同，加壓則以密閉的方式維持一個較高的壓力。
加壓的液冷式發動機的散熱效果較好，發動機可以較高的轉速持續運作，使用在飛機的發動機上面時，比較不會受到高度的影響而大幅減弱散熱的效果。
相對於氣冷式發動機，液冷式發動機的設計比較複雜，生產上的精密度要求也比較高。對飛機的使用來說，液冷式發動機雖然有冷卻水箱以及管線的體積，但是在正面的截面積上還是比氣冷式發動機要小，飛行時產生的阻力也較低。可是在作戰中管線發生損壞的時候，液冷式發動機很快就會因為缺乏有效的冷卻而無法繼續運作，相對於氣冷式發動機而言，對抗作戰損壞的能力較差。